# Nuoto pinnato in acque libere ai I Giochi del Mediterraneo sulla spiaggia
Le gare di nuoto pinnato in acque libere ai I Giochi del Mediterraneo sulla spiaggia si disputarono nel settembre 2015, nel Mare Adriatico, nella zona antistante lo Stadio del Mare di Pescara.

## Podi

### Uomini
| Evento             | Oro                      | Tempo    | Argento            | Tempo    | Bronzo                 | Tempo    |
| ------------------ | ------------------------ | -------- | ------------------ | -------- | ---------------------- | -------- |
| 2 km BF (dettagli) | Mohammed Benyahia Nedjar | 22'19"30 | Malek Anas Zagrani | 23'05"30 | Mohamed Mehrez Saadani | 23'20"40 |
| 4 km SF (dettagli) | Davide De Ceglie         | 38'43"60 | Andrej Matic       | 40'45"30 | Moustafa Nail          | 41'22"10 |

### Donne
| Evento             | Oro             | Tempo    | Argento       | Tempo    | Bronzo             | Tempo    |
| ------------------ | --------------- | -------- | ------------- | -------- | ------------------ | -------- |
| 2 km BF (dettagli) | Elisa Mammi     | 23'14"60 | Najla Mansour | 24'49"80 | Isabella Brambilla | 25'04"60 |
| 4 km SF (dettagli) | Serena Monduzzi | 43'44"10 | Yassmin Amin  | 45'13"30 | Alaa Mohamed       | 45'14"80 |

### Misti
| Evento                      | Oro                                                                     | Tempo    | Argento                                                       | Tempo    | Bronzo                                                             | Tempo    |
| --------------------------- | ----------------------------------------------------------------------- | -------- | ------------------------------------------------------------- | -------- | ------------------------------------------------------------------ | -------- |
| Staffetta 4x2 km (dettagli) | Italia Stefano Figini Silvia Baroncini Serena Monduzzi Davide De Ceglie | 1h22'31" | Egitto Abanob Meshrky, Alaa Mohamed Yassmin Amin Mostafa Nail | 1h26'57" | Francia Antoine Fauveau Pauline Rivens Julien Guilbaut Loren Baron | 1h28'56" |

## Medagliere
La nazione ospitante è evidenziata.
| Posizione | Paese   | Oro | Argento | Bronzo | Totale |
| --------- | ------- | --- | ------- | ------ | ------ |
| 1         | Italia  | 4   | 0       | 1      | 5      |
| 2         | Algeria | 1   | 0       | 0      | 1      |
| 3         | Egitto  | 0   | 2       | 2      | 4      |
| 4         | Tunisia | 0   | 2       | 1      | 3      |
| 5         | Serbia  | 0   | 1       | 0      | 1      |
| 6         | Francia | 0   | 0       | 1      | 1      |
| Totale    | Totale  | 5   | 5       | 5      | 15     |